# 慕州
慕州，渤海国的安远府所领四州之一。
慕州治所在黑龙江省虎林市一带，领慕化、崇平二县。辽朝灭渤海，废二县，迁慕州百姓于今吉林省靖宇县南、白山市北一带地区，仍以原州名置慕州，隶渌州。《辽史·地理志》东京道渌州所领四州中有慕州：位在渌州西北200里。按渌州为今临江市，其西北200里为今集安市。